# Klub Poselski Polskiego Stronnictwa Ludowego – Unii Europejskich Demokratów
Klub Poselski Polskiego Stronnictwa Ludowego – Unii Europejskich Demokratów (PSL-UED) – federacyjny klub parlamentarny działający w Sejmie VIII kadencji i Senacie IX kadencji.

## Historia
Klub poselski PSL-UED powstał w lutym 2018 po połączeniu klubu poselskiego Polskiego Stronnictwa Ludowego z kołem Unii Europejskich Demokratów po tym, jak PSL utraciło potrzebną do posiadania klubu liczbę posłów (co nastąpiło w styczniu, w międzyczasie klub PSL tymczasowo zasilił poseł UED Michał Kamiński). Powstanie klubu ogłoszono 8 lutego. Przewodniczącym klubu został Władysław Kosiniak-Kamysz z PSL, a jego zastępcą Jacek Protasiewicz z UED.
W październiku 2018 do PSL i klubu PSL-UED wstąpił senator Jan Filip Libicki, w wyniku czego klub poselski został przekształcony w klub parlamentarny (nie zmienił jednak w związku z tym nazwy).
W grudniu 2018 Jacek Protasiewicz na mocy porozumienia pomiędzy trzema partiami opuścił klub PSL-UED, dołączając do posłów Nowoczesnej, by mogła ona ponownie powołać klub poselski. Pół roku później powrócił on do klubu, po decyzji o wejściu członków Nowoczesnej w skład klubu PO-KO. Do klubu dołączyli wówczas także dwaj posłowie, którzy objęli mandaty po posłankach wybranych do Europarlamentu: Piotr Walkowski z PSL, który objął mandat po wybranej z listy tej partii posłance PiS Andżelice Możdżanowskiej oraz polityk UED Michał Mazowiecki, który zastąpił posłankę Platformy Obywatelskiej Ewę Kopacz (w związku z tym liczba posłów klubu zwiększyła się do 19). 4 lipca 2019 lider PSL Władysław Kosiniak-Kamysz poinformował, że klub PSL-UED przekształcił się w klub PSL-Koalicja Polska, w skład którego weszli oprócz posłów PSL i UED także posłowie Marek Biernacki, Jacek Tomczak (dwaj prawicowi posłowie wykluczeni wcześniej z PO) i Radosław Lubczyk (poseł Nowoczesnej, w Sejmie ostatnio niezrzeszony).

## Skład klubu

### Posłowie
- Paweł Bejda (PSL)
- Stanisław Huskowski (UED) – do 25 października 2018, wybrany do sejmiku województwa dolnośląskiego
- Krystian Jarubas (PSL)
- Michał Kamiński (UED, członek prezydium klubu)
- Mieczysław Kasprzak (PSL)
- Eugeniusz Kłopotek (PSL)
- Władysław Kosiniak-Kamysz (PSL, przewodniczący klubu)
- Kazimierz Kotowski (PSL)
- Jan Łopata (PSL, członek prezydium klubu)
- Mirosław Maliszewski (PSL)
- Michał Mazowiecki (UED) – od 12 czerwca 2019, objął mandat za Ewę Kopacz
- Stefan Niesiołowski (UED)
- Urszula Pasławska (PSL)
- Krzysztof Paszyk (PSL, sekretarz klubu)
- Jacek Protasiewicz (UED)
- Marek Sawicki (PSL, wiceprzewodniczący klubu)
- Zbigniew Sosnowski (PSL)
- Genowefa Tokarska (PSL)
- Piotr Walkowski (PSL) – od 12 czerwca 2019, objął mandat za Andżelikę Możdżanowską
- Piotr Zgorzelski (PSL)

Posłowie klubu należący do Polskiego Stronnictwa Ludowego zostali wybrani z list tej partii, a należący do Unii Europejskich Demokratów z list Platformy Obywatelskiej.

### Senator
- Jan Filip Libicki (PSL) – od 16 października 2018, wybrany z ramienia Platformy Obywatelskiej